# オリンピックのカタール選手団
オリンピックのカタール選手団（オリンピックのカタールせんしゅだん）は、カタール国のオリンピック選手団。カタール選手団は1984年ロサンゼルスオリンピックから参加した。これ以降、全ての夏季オリンピックへの参加を続けているが、冬季オリンピックへの参加はまだない。なお、カタールは1971年の独立を経てオリンピック視察団を1976年モントリオールオリンピックへ派遣、同年のアラブ競技大会に参加、1978年にはアジア競技大会にも初参加を果たしたが、1980年にカタールオリンピック委員会がIOCに承認されたものの、同年のモスクワオリンピックには参加しなかった。この不参加がボイコットによるものなのかどうかの明言はない。

## 概要
これまで最も多くメダルを獲得した夏季オリンピックは、2020年東京オリンピックの3個である。また最も多くのメダルを獲得した夏季オリンピック競技は陸上競技の5個であり、このうち4個は走高跳でムタズ・エサ・バルシムが獲得したものである。
長年女子選手の出場がなかったが、2012年ロンドンオリンピックで射撃にバヒヤ・ハマドが出場することとなった。

## メダル獲得数一覧

### 夏季オリンピック
| 大会名                | 金 | 銀 | 銅 | 計 |
| 1984 ロサンゼルス     | 0  | 0  | 0  | 0  |
| 1988 ソウル           | 0  | 0  | 0  | 0  |
| 1992 バルセロナ       | 0  | 0  | 1  | 1  |
| 1996 アトランタ       | 0  | 0  | 0  | 0  |
| 2000 シドニー         | 0  | 0  | 1  | 1  |
| 2004 アテネ           | 0  | 0  | 0  | 0  |
| 2008 北京             | 0  | 0  | 0  | 0  |
| 2012 ロンドン         | 0  | 1  | 1  | 2  |
| 2016 リオデジャネイロ | 0  | 1  | 0  | 1  |
| 2020 東京             | 2  | 0  | 1  | 3  |
| 2024 パリ             | 0  | 0  | 1  | 1  |
| 合計                  | 2  | 2  | 5  | 9  |

### 夏季オリンピック競技別
| 競技                 | 金 | 銀 | 銅 | 計 |
| -------------------- | -- | -- | -- | -- |
| 陸上競技             | 1  | 2  | 2  | 5  |
| ウエイトリフティング | 1  | 0  | 1  | 2  |
| ビーチバレー         | 0  | 0  | 1  | 1  |
| 射撃                 | 0  | 0  | 1  | 1  |
| 計 (競技数: 4)       | 2  | 2  | 5  | 9  |